# Onielar

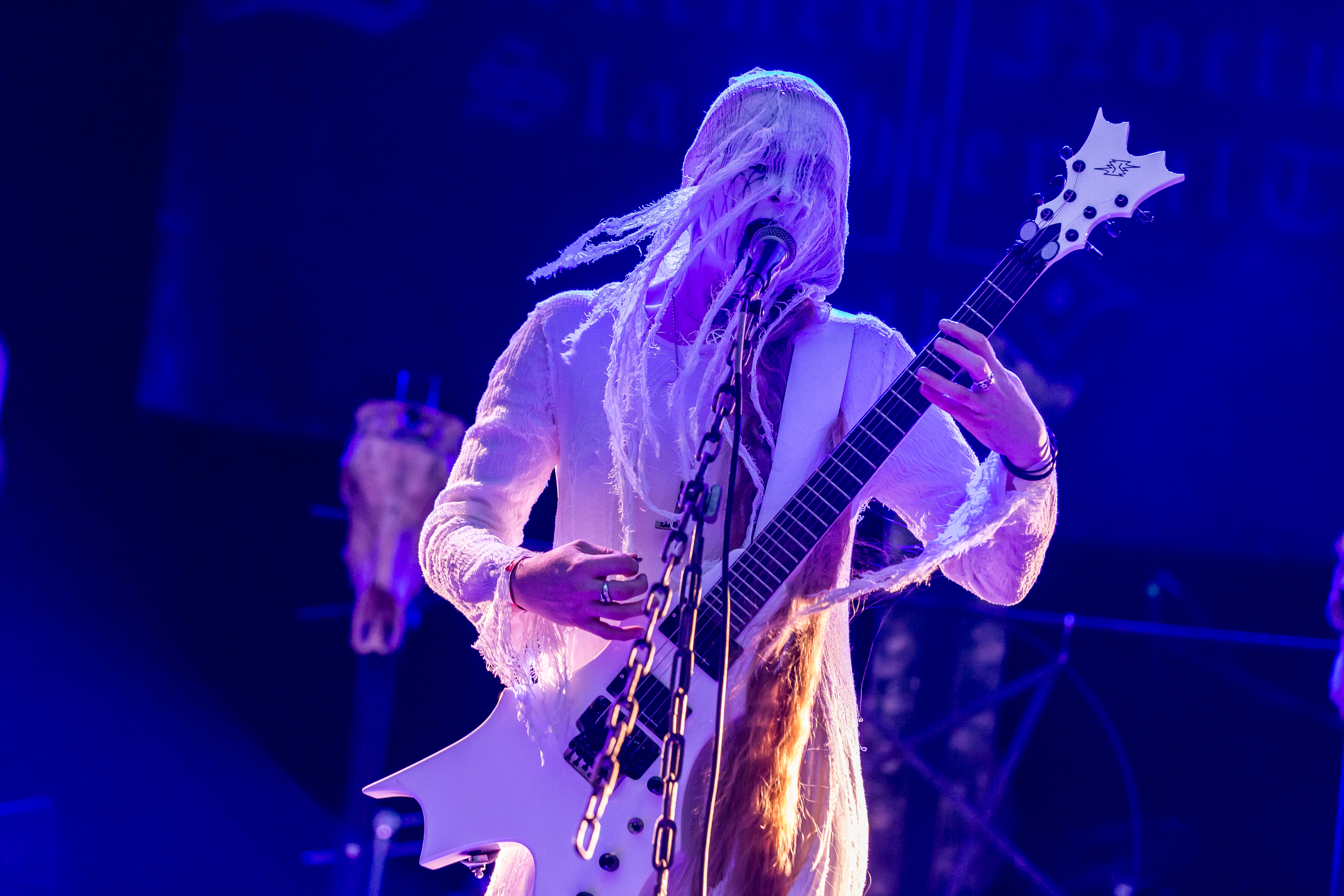
Yvonne „Onielar“ Wilczynski auf dem Party.San 2017

Onielar (* im 20. Jhd. in Grevenbroich), bürgerlich Yvonne Wilczynski, ist eine deutsche Black-Metal-Sängerin und Gitarristin.

## Karriere
Im Jahr 1997 gründete Onielar in Dormagen die deutsch-polnische Black-Metal-Band Darkened Nocturn Slaughtercult, deren Sängerin und Gitarristin sie mit Stand Februar 2022 war.
Ab 2016 übernahm sie zusätzlich bei der Dark-Metal-Band Bethlehem den Gesang, beginnend mit dem Album Bethlehem und darauffolgend auf dem 2019er Album Lebe dich leer sowie bei Live-Auftritten. Damit wurde sie eine Nachfolgerin des Bethlehem-Mitgründers und ehemaligen -Sängers Andreas Classen, der zwischenzeitlich bei ihrer Hauptband Darkened Nocturn Slaughtercult den Bass bediente und dort auch wenigstens ein Werk einspielte.

## Privates
Ende 2021 teilte Onielar mit, dass sie eine zu Jahresbeginn diagnostizierte Krebserkrankung überwunden habe.

## Diskografie

### Mit Bethlehem
- 2016: Bethlehem (Album)
- 2019: Lebe dich leer (Album)